# ماكسيم
ماكسيم (26 مارس 1986 بأنتويرب في بلجيكا - ) هو لاعب كرة قدم بلجيكي في مركز الدفاع. لعب مع رويال أنتويرب وكيه في ميخيلين.

## روابط خارجية
- ماكسيم على موقع قاعدة بيانات كرة القدم.إي يو (الإنجليزية)
- ماكسيم على موقع Soccerway.com (الإنجليزية)